# Golgata (målning)
Golgata är en oljemålning av den norske konstnären Edvard Munch från 1900. Målningen ingår i Munchmuseets samlingar i Oslo. Målningen visar Jesu korsfästelse på Golgata. 